# God's Gift
God's Gift är den amerikanske rapparen Romeos fjärde studioalbum, utgivet på skivbolaget Gutta Music den 23 januari 2007. Detta är det första albumet av Romeo med en hårdare attityd, istället för den vänskapliga rappen hans tidigare album haft. Det är också det första albumet där artistnamnet Romeo används, istället för det tidigare Lil' Romeo.

## Låtförteckning
Disc 1  
1. "I'm Here"
2. "Get Money" (featuring C-Los)
3. "Can't Stop, Won't Stop"
4. "Country N Gutta" (featuring Lil' Boosie & Bengie)
5. "I Need a Stallione" (featuring Blakk, Gangsta & T-Bo)
6. "Pullin' Up" (featuring Bobby Valentino)
7. "Sit N Low" (featuring Lil' D)
8. "Say It to My Face" (featuring Master P)
9. "Rock With It" (featuring Master P, C-Los & Playa)
10. "I'm a Beast"
11. "Confident"
12. "Slow It Down" (featuring JoJo)
13. "U Can't Shine Like Me" (featuring C-Los & Young-V)
14. "I'm the Baddest"
15. "Mama Said"
16. "Get Buck"
17. "Rock My Fitted" (featuring Rich Boyz)
18. "Just Me & You" (featuring Silkk The Shocker)
19. "Pops, Im a Hustla" (featuring Playa, Ruga, C-Los & Tank Dog)
20. "Tell The Band" (featuring Rich Boyz)

Disc 2  
1. U Can't Shine Like Me (DVD)
2. Shine (DVD)
3. Won't Stop, Can't Stop (DVD)
4. We Can (DVD)